# محمد ابراهیمف
محمد ابراهیمف (به انگلیسی: Mamed Ibragimov) زاده ۹ ژوئن ۱۹۹۲، کشتی گیر قزاقستانی است. از افتخارات این کشتی گیر می توان به کسب مدال برنز بازی‌های آسیایی ۲۰۱۴اشاره کرد. او در وزن ۹۷ کیلوگرم در المپیک ۲۰۱۶ ریو نیز شرکت داشت که در دور اول ژوزه روبرتی از ونزوئلا را شکست داد اما در دور بعد از الیزبار اودیکادزه کشتی گیر گرجستانی شکست خورد و با توجه به شکست این کشتی گیر در مرجله بعد، از دور رقابت ها کنار رفت.